# 方子翼
方子翼（1917年1月21日—2015年3月17日），原名方泰兴，安徽六安金寨果子园乡佛堂坳人。中国人民解放军开国少将

## 生平
读过5年私塾。1929年5月6日，父亲方履端和几个叔父参加立夏节起义。方子翼参加了儿童团。1930年参加中国工农红军金寨县交通队，给县苏维埃政府站门岗。2个月后调入红32师学兵团3区队9分队27班当学员。到红一军留守处监视队当战士、识字班长。1930年10月入党，此时未满14岁。调到皖西军委会当收发科员。1932年9月红四方面军第四次反围剿失利，皖西军委会机关随军转移，方子翼等被裁撤的少年红军尾追部队到湖北英山张八咀才赶上了大部队，编入红四军第十师（师长王宏坤、政委周纯全）第30团政治处组织干事。到川陕后任红三十军（军长余天云、政委李先念）第88师师长熊厚发的秘书。1934年6月调88师政治部工作。1935年5月第89师师部秘书、师政治部青年股长，第30军政治部青年科科长。随红军西路军突围到新疆。
1938年进入新疆边防督办公署航空队飞行训练班学飞。
1946年6月10日西北行营主任兼新疆省主席张治中释放了被盛世才关押的新疆中共人员，方子翼等人7月11日抵达延安。8月29日成立八路军总部航空队，任队长，严镇任指导员，9月20日经晋绥、太行、冀南、渤海、胶东、大连、北朝鲜，1947年1月底到达合江省东安的东北民主联军航空学校。任飞行一大队政委。1947年5月方子翼恢复飞行后，任飞行主任教员、飞行训练处科长。
中华人民共和国成立后，1949年11月5日任位于济南的空军第5航空学校校长。1950年6月18日到南京任空军第四混成旅第11团团长，张百春任政委，下辖3个飞行大队36名飞行员。1950年7月25日到上海见习米格-15飞行训练。8月18日到沈阳组建空军第三驱逐旅（代号“大西洋部队”，辖3个米格-15飞行团）任旅长，原209师师长高厚良任政委，10月5日该旅成立。10月27日到辽阳接从上海移防的空军第四驱逐旅（代号“太平洋部队”）改任旅长。11月5日该旅改称空军第四师，任师长。1950年12月4日，空四师以大队为单位轮番进驻安东浪头机场参战。1951年1月21日方子翼指挥第28大队（大队长李汉）8架战机接敌空战，击落一架F-84战斗轰炸机。方子翼指挥空四师5次进驻安东参战，战斗出动4200架次，空战920架次，击落击伤88架。
1953年7月朝鲜停战后，方子翼任空军第二军副军长兼安东防空指挥所副司令。1956年春升任空二军军长。1959年4月升任北京军区空军副司令员兼军事训练部部长。1978年2月复出，任广州军区空军副司令员，分管作战。1983年5月退居二线，任空军学院顾问。1985年离职休养。
1955年，被授予中国人民解放军少将军衔。荣获二级八一勋章、二级独立自由勋章、一级解放勋章、一级红星功勋荣誉章。曾获朝鲜民主主义人民共和国二级国旗勋章、二级自由独立勋章。
2015年3月17日病故于北京。
30万字回忆录《雪山·草地·蓝天》2010年公开出版发行。